# Базельський S-Bahn

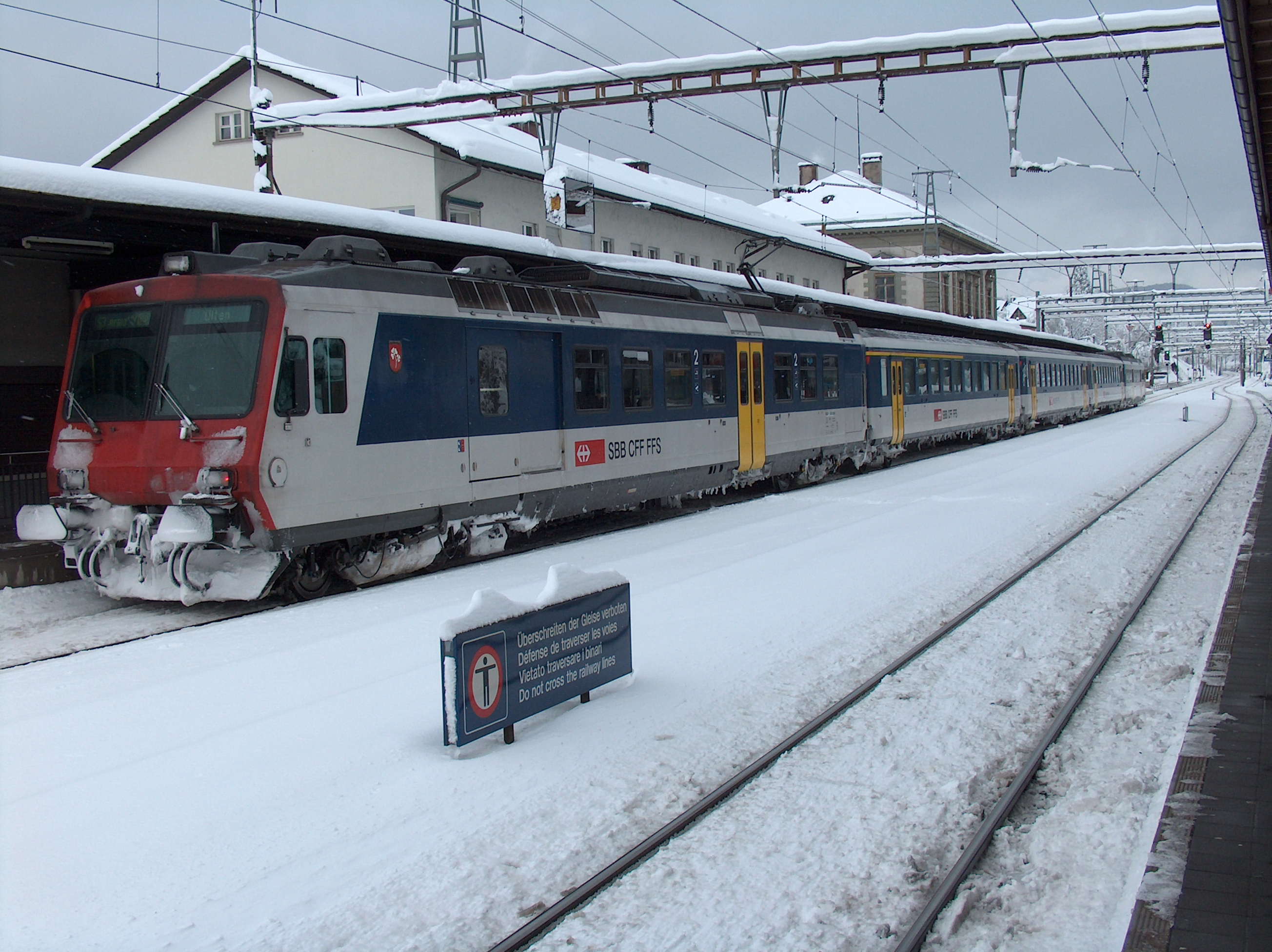
Потяг S-Bahn в Лісталь

Базельський S-Bahn (нім. Trinationale S-Bahn Basel, фр. RER trinational de Bâle) — S-Bahn, що сполучає метрополійний регіон Базель з 1997 року із Швейцарією, Німеччиною та Францією. Мережа має вісім приміських ліній поїздів, серед них чотири, що працюють транскордонно.
S-Bahn є під орудою Швейцарською федеральною залізницею (SBB CFF FFS), її німецькою дочірньою компанією SBB GmbH, німецькою DB і французькою SNCF Mobilités. 
Він також співпрацює з Deutsche Bahn (DB) та Національною французькою національною залізницею (SNCF) та її фундаторами (швейцарськими кантонами Базель, Базель-Ланд, Ааргау, Золотурн, Юра, німецькою землею Баден-Вюртемберг та французьким регіоном Ельзас).
На станціях, що обслуговують є пересадки на потяги Aargau S-Bahn, Breisgau S-Bahn, Schaffhausen S-Bahn, Zurich S-Bahn та інших регіональних залізничних компаній (Chemins de fer du Jura, DB Regio Baden-Württemberg, TER Grand Est).

## Операції
Через різні фактори, інтервал п'яти приміських ліній поїздів не однаковий. Лінії S1 (між Basel Regional S-Bahn та Штайн — Бад-Зеккінгеном) та S3 (між Ольтеном і Лауфеном) працюють з інтервалом щопівгодини. Лінії S5 та S6 частково працюють із інтервалом щогодини. Лінії з низьким рівнем пасажирообігу (S3 між Лауфеном і Поррантрюї та S9) працюють з погодинними інтервалами. Завдяки діяльності в трьох країнах ця модель операцій визначається не тільки попитом, а й різними попитами національної та місцевих органів влади.

## Лінії
На середину 2020-х працюють наступні маршрути:
- S1: Базель SBB – Рейнфельден – Штайн-Зеккінген – Фрік/Лауфенбург
- S3: Порантрюї – Делемон – Лауфен – Базель-Драйспіц – Базель SBB – Лісталь – Зіссах – Ольтен
- S5 Гартенбан: Вайль-на-Рейні — Леррах-Головний — Штайнен (— Шопфгайм — Целль-ім-Візенталь)
- S6 Візентальбан: Базель SBB — Базель-Бадішер — Рієн — Леррах — Штайнен (D) — Шопфегем — Целль-ім-Візенталь
- S9 Альте-Гауенштайнліні: Зіссах — Лойфелінген — Ольтен
- TER: Мюлуз-Віль – Сен-Луї – Базель-Ст.-Йоган – Базель SNCF
- RB27: Базель-Бадішер – Мюлльгайм – Фрайбург-Головний
- RB30: Базель-Бадішер – Райнфельден – Бад-Зеккінген – Лауфенбург – Вальдсгут – Лаухрінген

Лінії S3 та S9 працюють виключно у Швейцарії, лінія S1 між Швейцарією та Францією, лінія S6 (і RE) між Швейцарією та Німеччиною, а лінія S5 і RB в Німеччині.
Наприкінці 2010-х залізнична мережа завдовжки 357 км має 108 станції та зупинки, з них 47 — у Швейцарії, 54 — в Німеччині та 7 — у Франції. Найкоротша лінія — S5 (14 км), а найдовша — S3 (106 км).